# Tribus (Grèce antique)
Pour les articles homonymes, voir Tribu.
En grec ancien, quatre termes servaient à définir les groupes humains : ἔθνος / éthnos désignant des gens de même souche, Φύλαι/phylai ou γένος/genos désignant les familles, clans, castes et tribus selon le droit du sang avec leurs privilèges et spécificités, λάος/laos désignant les citoyens assemblés, et δῆμος/dêmos désignant le peuple du lieu, les citoyens selon le droit du sol de chaque cité. Les cités grecques antiques comptaient des tribus, groupes de citoyens censés être apparentés et, chacun, relié à un ancêtre éponyme. Ainsi, à Athènes jusqu'à la réforme de Clisthène, la population était groupée en quatre tribus réputées descendre d'Aigicorès, d'Argadès, de Géléon et d'Hoplès, les quatre fils légendaires d'Ion. Les tribus helléniques étant aussi des milieux cultuels, à la tête de chaque tribu se trouvait un phylobasileus, roi de la tribu détenteur de quelques sacerdoces.

## Athènes
Chaque tribu athénienne disposait de trois parcelles de territoire nommées « trittyes » : il y en avait donc douze, réparties de manière à donner à chaque tribu des ressources artisanales-commerciales en ville, côtières-maritimes sur le littoral et agricoles à la campagne. Un autre type d'unité dont on ne connaît pas la fonction exacte était la « naucrarie » : le ναύκραρος/naúcraros gérait les trittyes et la flotte de sa tribu, et c'est pourquoi on a voulu voir là une unité liée au financement de la marine, mais sans certitude aucune. Il y avait 48 naucraries, soit 12 par tribu.

### Après la réforme de Clisthène (508-507av. J.-C.)

#### Constitution

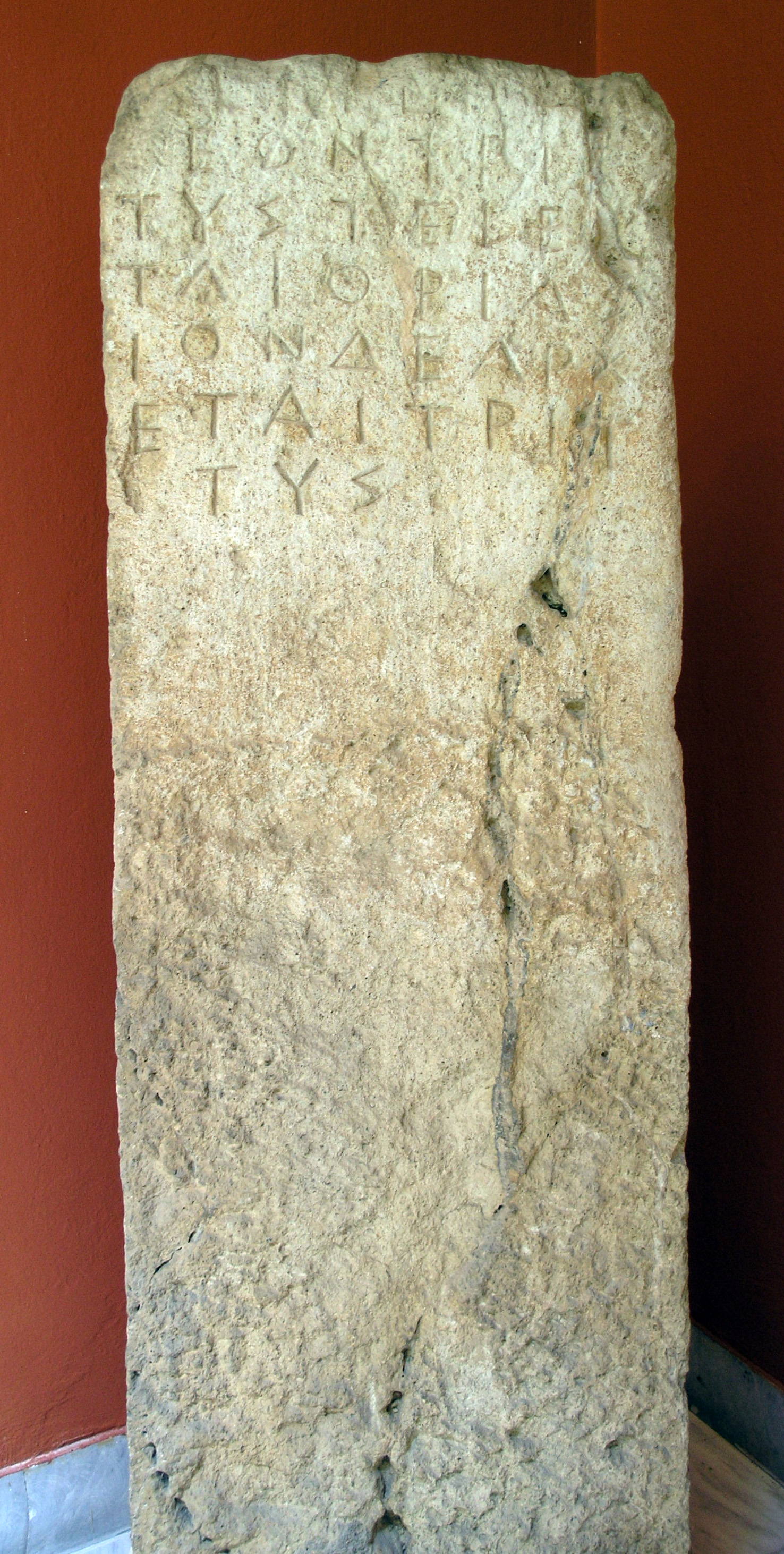
Borne des trittyes des Pedieis et Thriasioi, du Pirée. (IG I³ 1128) (Musée épigraphique d'Athènes).

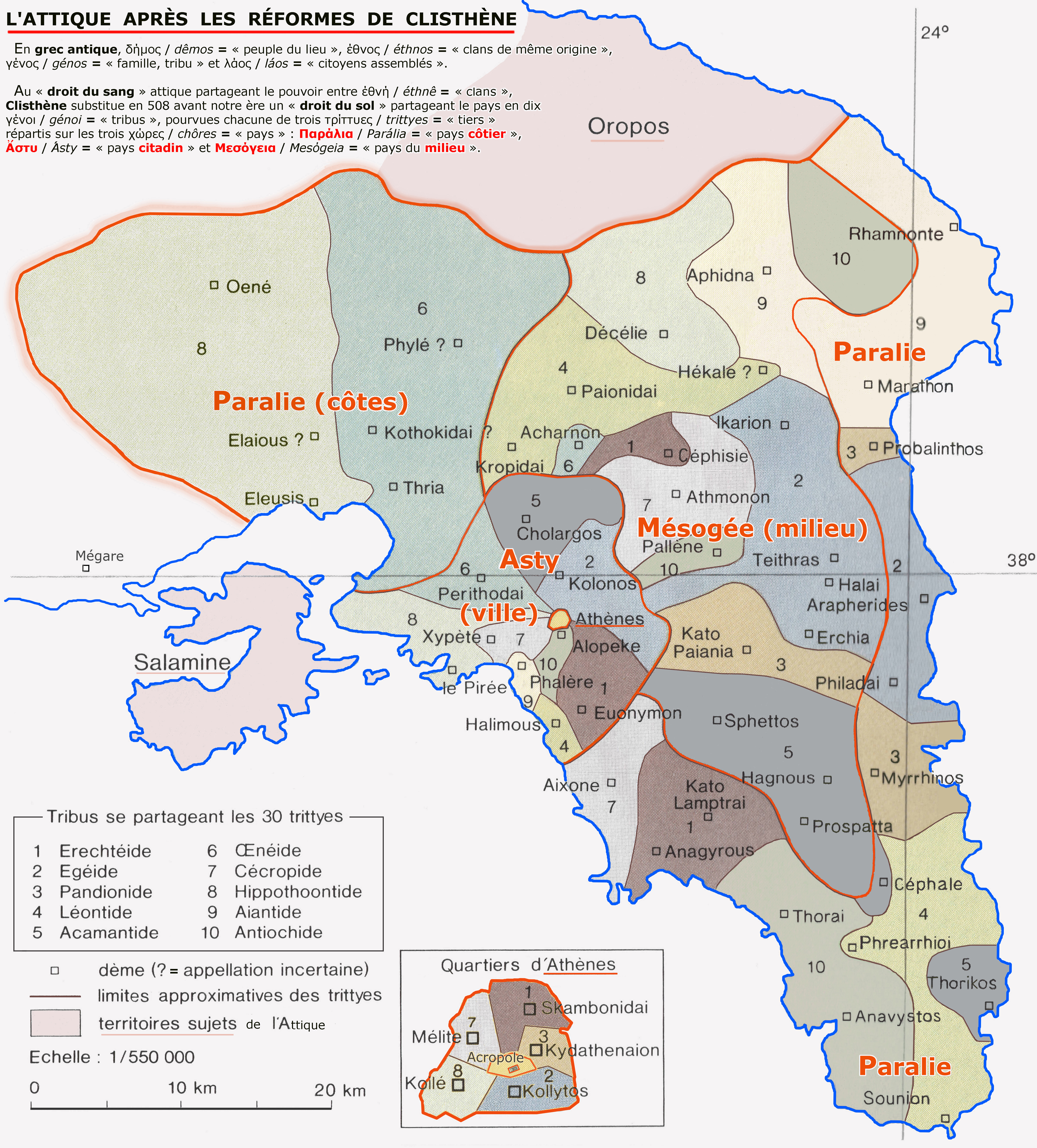
Organisation de l'Attique avec les dix "tribus", les trois "pays", les trente "trittyes" et les dèmes.

Entre 508 et 507 av. J.-C., l’homme politique Clisthène divise l'Attique en 139 dèmes, qui sont répartis en trente trittyes de trois ou quatre dèmes. Dix trittyes se situent dans ville d'Athènes et dans ses environs (la ville,  astu), dix correspondent au territoire côtier (la côte, Paralia) et dix autres  à des zones plus rurales (l’intérieur, Mésogée). Les dix nouvelles tribus, chacune ainsi pourvue de trois trittyes, ne correspondent plus à des ancêtres éponymes et ont toutes les mêmes droits, engagements, responsabilités et sacerdoces selon le droit du sol athénien commun, système qui met fin au clientélisme traditionnel, et s’impose dans l’organisation de toutes les institutions de la cité. On parle d'isonomie.
Toutefois, pour satisfaire la tradition grecque antique de se référer à un fondateur mythique comme dans les oikistes, les athéniens demandèrent à la Pythie de Delphes de choisir un héros éponyme pour chaque nouvelle tribu :
1. Érechthée pour les Érechthéides (οἱ Ἑρεχθηΐδαι)
2. Égée pour les Égéides (οἱ Αἰγεῖδαι)
3. Pandion pour les Pandionides (οἱ Πανδιονίδαι)
4. Léons pour les Léontides (οἱ Λεοντίδαι)
5. Acamas pour les Acamantides (οἱ Ἀκαμαντίδαι)
6. Œneus pour les Œnéides (οἱ Οἰνεΐδαι)
7. Cécrops pour les Cécropides (οἱ Κεκροπίδαι)
8. Hippothoon pour les Hippothoontides (οἱ Ἱπποθοωντίδαι)
9. Ajax : pour les Aiantides (οἱ Αἰαντίδαι)
10. Antiochos pour les Antiochides (οἱ Ἀντιοχίδαι)

À partir de 307/306, deux nouvelles tribus sont créées en référence aux deux premiers rois de la dynastie macédonienne des Antigonides, et en 224/3, une treizième tribu voit le jour en hommage au roi Lagide Ptolémée III :
XI. Antigone le Borgne pour les Antigonis ;
XII. Démétrios Polyorcète pour les Démétrias ;
XIII. Ptolémée Évergète pour les Ptolémaïs.
En 200, les tribus Antigonis et Démétrias sont dissoutes et une nouvelle tribu est créée en l'honneur du roi de Pergame Attale Ier. Le nombre de tribu revient alors à douze :
XI. Ptolémée Évergète pour les Ptolémaïs ;
XII. Attale Ier pour les Attalis.
Quant à Érichthonios, il garde le statut de fondateur mythique de la cité d'Athènes elle-même.

#### Rôle politique
À la suite de la mise en place des nouvelles tribus par Clisthène, la plupart des magistratures sont composées de 10 membres (stratèges, les archontes) ou alors d'un multiple de 10 (La Boulè compte 500 membres) afin qu’il y ait un nombre égal de membres de chaque tribu dans toutes les institutions. Par exemple, chaque tribu envoyait 50 de ses membres tirés au sort, à partir d’une liste de volontaires, à la Boulè, le Conseil. Les bouleutes, groupés par tribu, assuraient durant un mois civique athénien (36 jours) la charge de prytane.

## Autres peuples et cités
Si Athènes est une cité ionienne, c'est aussi le cas de Milet où l'architecte Hippodamos élabora un plan d'urbanisme quadrillant la ville de voies situées à distances égales et se coupant à angle droit, modèle d'urbanisme dit « tracé hippodamien » qui fut ensuite repris par de nombreuses cités et colonies, et inspira le modèle d'urbanisme utilisé par les Romains et plus récemment par la plupart des villes des États-Unis. Les tribus ioniennes avaient, selon Eschyle dans Prométhée, pour ancêtre éponyme commun la déesse Io, qu'ils partageaient avec les locuteurs du dialecte ionien du grec antique parlé non seulement en Ionie, mais aussi en plusieurs endroits en Grèce, en Sicile, en Italie du Sud et dans les colonies d'Héraclée, Siris, Rhêgion, Taormine, Catane et Léontines, ainsi que sur le pourtour de l'Égée et du Pont-Euxin et jusqu'en Égypte,.
De leur côté, les Doriens avaient eux aussi des tribus originelles, dont les Hyllées, les Dymanes ou les Pamphyliens. La mythologie grecque leur donne comme ancêtre fondateur éponyme Doros, fils d'Hellen.